# Oxus elongatus
Oxus elongatus är en kvalsterart som beskrevs av Marshall 1929. Oxus elongatus ingår i släktet Oxus och familjen Oxidae. Inga underarter finns listade i Catalogue of Life.